# Columnata de la plaça de Sant Pere del Vaticà

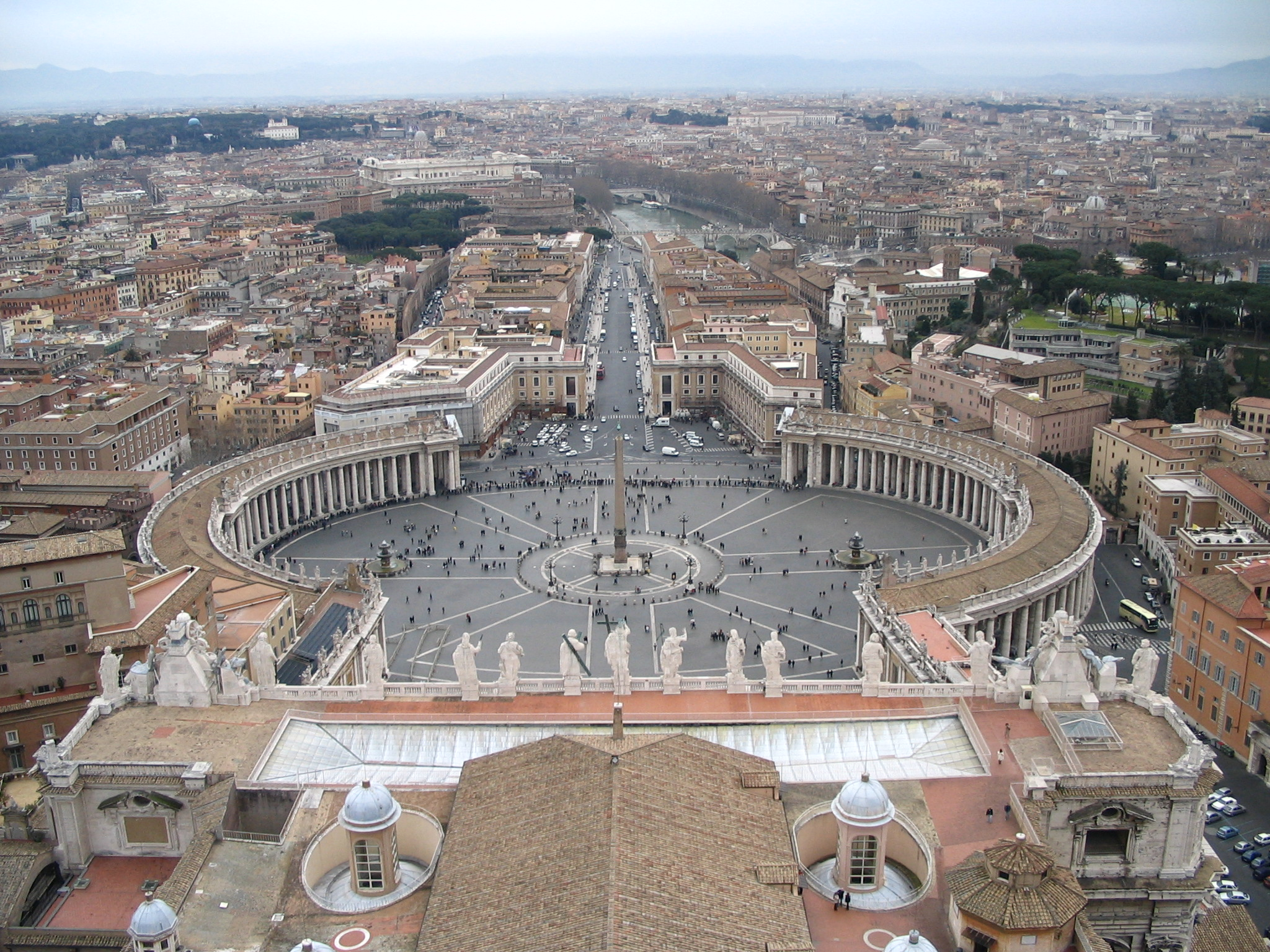
Plaça de Sant Pere (Ciutat del Vaticà), rodejada de la seva columnata, vista des de la Basílica de Sant Pere

La columnata de la plaça de Sant Pere, al Vaticà, és la columnata que parteix de la Basílica de Sant Pere, envolta la Plaça de Sant Pere i, com aquesta, és obra de Gian Lorenzo Bernini, que la va construir entre 1656 i 1667 per encàrrec del Papa Alexandre VII.

## La columnata

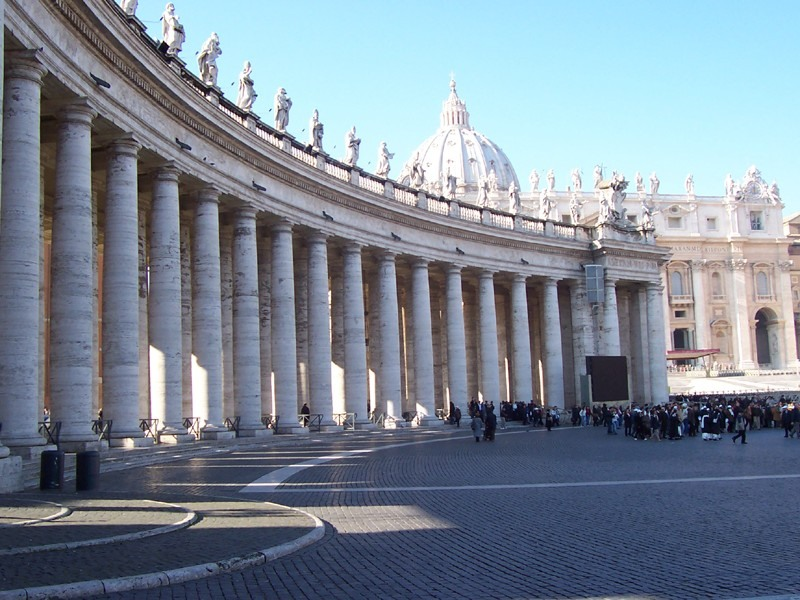
Detall de les columnes dòriques que la componen

L'antic pòrtic de la basílica servia per a la tradicional processió del Corpus Christi guiada pel papa a través dels carrers veïns i que abans estava protegida per grans baldaquins, quan a Alexandre VII se li va acudir la idea d'obrir aquesta zona i va proposar a Bernini que projectés una gran plaça. Es van enderrocar els baldaquins i es van confrontar diverses idees, entre les quals hi havia la d'inserir una el·lipse perpendicular a l'eix llarg del trapezi, però finalment es va preferir els dos semicercles, que formen un oval, acoblats igualment a aquest trapezi.
El terra de la columnata està lleugerament inclinat, de manera gairebé imperceptible, i s'aixeca del terra del centre de la plaça amb tres esglaons de la mateixa mida. La columnata barreja elements d'ordre dòric (columnes, pilars, lesenes) i jònic (la resta). Destaca l'absència de tríglifs, un element típic dòric que consisteix en una placa quadrada amb un relleu de tres canals paral·lels verticals, a sobre de la biga horitzontal que uneix superiorment les columnes. Aquest aspecte es pot considerar que és un dels jònics. La façana de la basílica és d'ordre corinti, i el fet d'utilitzar aquests dos altres estils a la columnata tenia l'objectiu d'aportar sobrietat i austeritat al conjunt, així com destacar la força de la basílica, que és la protagonista, i augmentar òpticament la seva mida.

## Les columnes
La plaça de Sant Pere té forma trapezoïdal però el centre del trapezi està eixamplat per dos semicercles, un a cada banda, coberts de 284 columnes dòriques alineades de 16 metres d'alçada cada una, i que volen significar "els braços oberts" de l'Església vers el poble a més de donar un aire més "aristocràtic" al conjunt. Sobre les columnes, construïdes sota la direcció de Bernini, es troben 162 figures de sants de totes les èpoques i indrets, que tenen exactament la meitat d'alçada que les figures de Crist i del dotze apòstols que es troben a la façana de la basílica.

## Les figures dels sants
Les dimensions de les figures de la columnata són la meitat de les de la façana de la basílica. El seu rang també és inferior, sants front a apòstols i el mateix Crist, al mig de la façana.